# Teddy Gummerus
Edvard Anders Johannes ”Teddy” Gummerus, född 27 november 1939 i Stockholm, död 7 augusti 1999 i Grangärde, Dalarnas län, var en svensk författare, kulturjournalist och litteraturkritiker.
Teddy Gummerus var son till Edvard Robert Gummerus (1905–91) och sonson till Herman Gummerus (1877–1948). Han hade även en bror, Robert Gregorius Gummerus (1935–1993), som bland annat var verksam som lärare i svenska för invandrare och sammanställde ett svensk-italienskt ficklexikon.
Gummerus bodde under stora delar av sin barndom i Dalarna. Familjen flyttade till Lövbergets fäbod söder om Björbo i början på 1940-talet. Som vuxen flyttade Gummerus för gott till Grangärde finnmark. I romanen Sorgmanteln skildrar han Grangärdetrakten och människor i en nästan ödelagd finnmarksby.
Gummerus själv var elev vid Brunnsviks folkhögskola samt studerade därefter konsthistoria vid universitetet i Neapel. Han var en flitig kåsör och debattör i framför allt lokala tidningar i Dalarna och frilansade som journalist för bland annat konsttidskriften Paletten under flera år. 
Gummerus var verksam som kritiker i bland annat tidningen Arbetet. Han debuterade 1977 med Romanen om Jorg och gjorde sig därefter med olika romaner känd som en subtil psykologisk realist med ett av kännetecken varande hans omsorgsfulla lyriska prosastil med en förmåga att avlocka en trivial vardag dess märkvärdigheter.  
Teddy Gummerus gifte sig 1962 med Barbro Elisabeth Englund (1940–2006), som tog efternamnet Gummerus. Även Barbro Gummerus debuterade som författare 1977 och paret levde tillsammans i en gammal skola i byn Lövkullen i Grangärde Finnmark. De fick tillsammans en dotter, Anna Elisabeth Ulrika Gummerus (1973–). 
1998 drabbades Teddy Gummerus av cancer i matstrupen, och han avled på Falu lasarett.

### Skönlitteratur
- Allmäntillstånd, dikter, Höglund förlag, 1985, ISBN 91-85970-08-5
- Archimedes på rymmen, Rabén & Sjögren, 1979, ISBN 91-29-52947-6
- Archimedes på spåret, Rabén & Sjögren, 1980, ISBN 91-29-54013-5
- Den röda fjärilen, Brombergs, 1987, ISBN 91-7608-371-3
- Fem brev från byn, Höglund förlag, 1991, ISBN 91-85970-12-3
- Lunch med Marco Polos mamma – berättelser om sällsamma måltider, Carlsson förlag, 1995, ISBN 91-7203-003-8
- Min begränsnings bild är ofrihet – en studie i Fritz Sjöströms visdiktning, Dahlberg förlag, 1988, ISBN 91-86894-17-X
- Nago, roman, Rabén & Sjögren, 1978, ISBN 91-29-50861-4
- Romanen om Amos, Rabén & Sjögren, 1977, ISBN 91-29-48569-X
- Romanen om Jorg, Rabén & Sjögren, 1977, ISBN 91-29-47883-9
- Sorgmanteln, roman, LT, 1989, ISBN 91-36-02879-7

### Samproduktioner
- Nilsson, Göran & Gummerus, Teddy: Ur ett landskap. 1981.
- Rydberg, Svante & Gummerus, Teddy: Inre landskap. Förord av Bengt Emil Johnson. Höglunds förlag, Grängesberg, 1992. ISBN 91-85970-13-1

## Priser och utmärkelser
- 1988 – Dan Andersson-priset